# Ludlow Castle

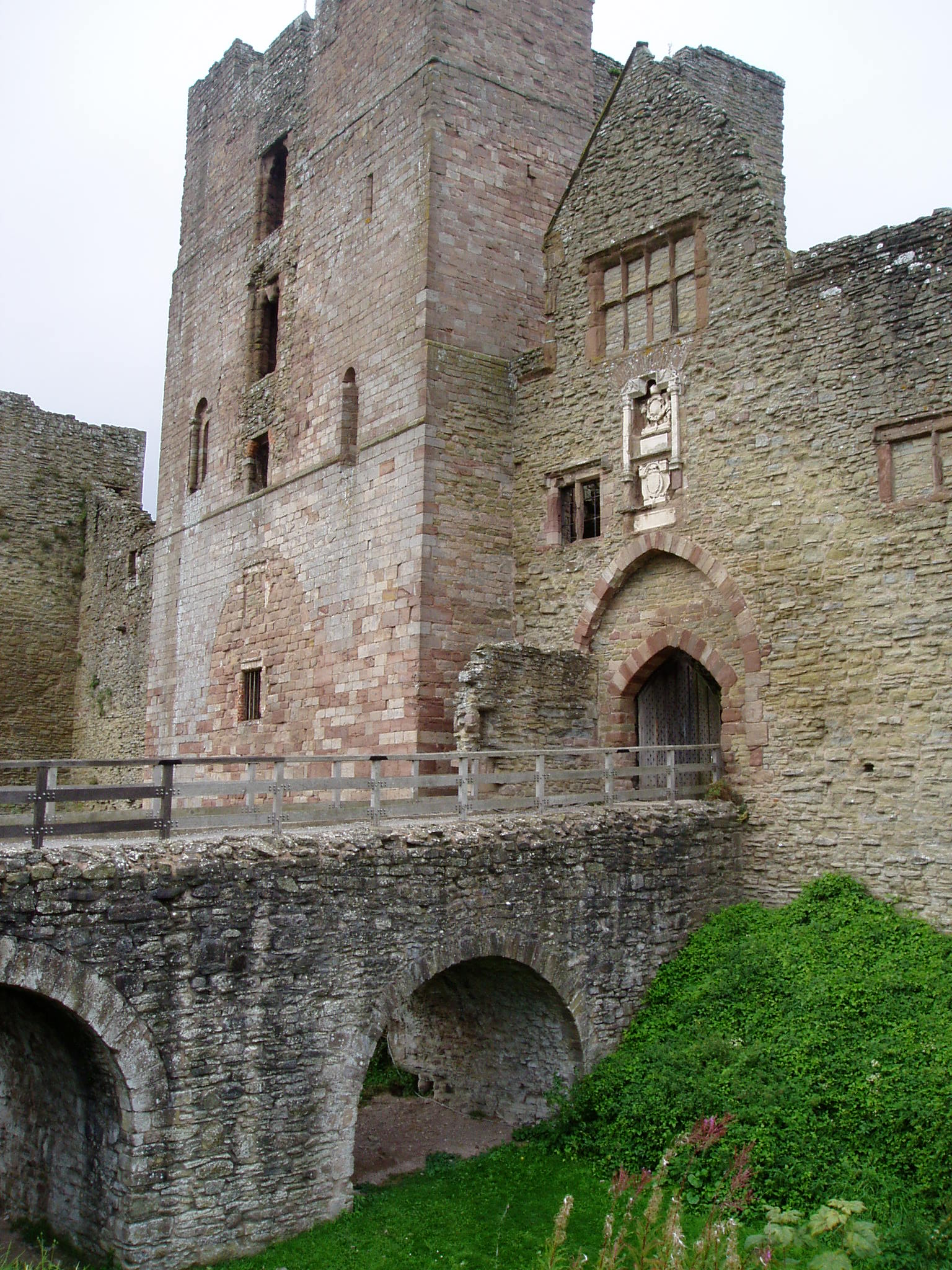
Ingången till Ludlow Castle

Ludlow Castle är en stor borg, som numera ligger i ruiner, som dominerar staden Ludlow i Shropshire, England. Den står på en höjd över floden Teme. Borgen var länge en viktig gränsbefästning mellan Wales och England. Det var ett kungligt slott mellan 1461 och 1811 och samlingsplats för Council of Wales and the Marches till 1689. 

## Historik
Ludlow Castle förmodas ha uppförts av den normandiska adelsmannen Walter de Lacy omkring år 1075.. Den grundades i samband med normandernas erövring av England, för att befästa och kolonisera gränstrakterna mot Wales för Wilhelm Erövraren, Englands nya kung. Som andra normandiska slott uppfördes det först i trä, men hade redan 1115 fått murar av sten. 
Den fanns i familjerna de Lacys och Mortimers ägo. Under inbördeskriget The Anarchy ställde sig Gilbert de Lacy på Matildas sida och borgen intogs av Stefan av Blois efter en belägring 1139. År 1223 hölls de misslyckade fredsförhandlingarna mellan Henrik III och den walesiska fursten Llywelyn ab Iorwerth på slottet. Under baronernas andra uppror 1264–1267 intogs slottet av Simon de Montfort, 6:e earl av Leicester. Borgen övergick till familjen Mortimer genom att Joan de Geneville, dotter till Maud de Lacy, 1301 gifte sig med Roger Mortimer (1287–1330). 

### Kunglig borg
Slottet kom in i kungasläkten år 1432 när Rikard, hertig av York, ärvde det genom sin mor Anne Mortimer. Under rosornas krig ägde slaget vid Ludford Bridge rum utanför borgen 1459. Borgen kom i kronans ägo i och med familjens Yorks seger i tronföljdskriget och Edvard IV av England:s trontillträde 1461. Edvard IV gjorde slottet till högkvarter för Council of Wales and the Marches och residens för Englands tronarvinge, som hade titeln prins av Wales. 
Borgen var platsen för Rådet för Wales och Marches i omkring hundra år. Det var hem för fyra tronföljare: prins Edvard, son till Edvard IV, bodde där mellan 1473 och 1483; Arthur Tudor, son till Henrik VII, som även tog dit sin brud Katarina av Aragonien för att bo där några månader innan han dog, mellan 1493 och 1502; och Maria Tudor, Henry VIII:s dotter, som bodde där som de facto tronarvinge mellan 1525 och 1528. Under Elisabets regeringstid upphörde traditionen att ha tronarvingen boende på Ludlow, och slottet sköttes därefter av kungliga guvernörer. Det intogs av den parlamentariska armén under John Birch 26 maj 1646. År 1689 avskaffades Council of Wales and the Marches, och borgen förlorade därefter sitt syfte och började förfalla. Under 1700-talets gång avfolkades slottet och föll gradvis i ruiner, som kom att romantiseras under 1800-talet. 
Den genomgick stora ombyggnader under Tudortiden och förblev i kunglig ägo fram till att det år 1811 köptes av earlen av Powis. 
Ludlow Castle erbjuder numera rundturer och evenemang för att locka turister.